# Hapalogenys mucronatus
Hapalogenys mucronatus és una espècie de peix pertanyent a la família dels hemúlids.

## Descripció
- Pot arribar a fer 25 cm de llargària màxima.[5][6]

## Depredadors
Al Japó és depredat per Triakis scyllium.

## Hàbitat
És un peix marí, bentopelàgic i de clima temperat.

## Distribució geogràfica
Es troba al Pacífic nord-occidental: des del sud del Japó fins a la costa meridional de la península de Corea, el mar de la Xina Oriental i Taiwan.

## Observacions
És inofensiu per als humans.